# Trophée Vince-Lombardi
Le Trophée Vince-Lombardi (Vince Lombardi Trophy) est le trophée décerné chaque année à l'équipe victorieuse du Super Bowl, finale du championnat de football américain organisé par la National Football League (NFL).
Le trophée était à l'origine appelé le « World Professional Football Championship » en 1967, lorsque le Super Bowl se nommait « AFL-NFL World Championship Game ». Il a été rebaptisé en 1970 en mémoire du légendaire entraîneur principal des Packers de Green Bay Vince Lombardi, vainqueur des deux premiers Super Bowl.

## Histoire
Lors d'un repas (lunch) en compagnie du commissaire de la NFL Pete Rozelle en 1966, le vice président de la société Tiffany & Co. Oscar Riedner, dessine sur le dos d'une serviette  le croquis de ce qui deviendra le Trophée Vince Lombardi. Le trophée original est produit par la société Tiffany & Co. située à Newark dans l'État du New Jersey. D'autres ont depuis été fabriqués à la main par l'entreprise située à Parsippany-Troy Hills dans le même État. À partir de 2017, le trophée est produit dans l'usine de la société située à Cumberland dans l'État de Rhode Island. Le trophée est attribué la première fois aux Packers de Green Bay le 15 janvier 1967 en apothéose de la saison 1966 (victoire 35 à 10 sur les Chiefs de Kansas City). À cette époque le Super Bowl opposait les vainqueurs des ligues AFL et NFL.
Même s'il s'agit d'un tournoi national, le trophée porte au début de son existence la mention gravée World Professional Football Championship (Championnat du monde de football professionnel). Il est officiellement renommé en 1970 en hommage à l'entraîneur principal NFL Vince Lombardi après son décès consécutif à un cancer (il avait dirigé les Packers lors de leurs deux victoires à l'occasion des deux premiers Super Bowls),. Le trophée est donc présenté pour la première fois sous ce nom à l'occasion du Super Bowl V gagné 16 à 13 par les Colts de Baltimore contre les Cowboys de Dallas. Le trophée est également parfois désigné officieusement sous le nom de Tiffany Trophy en référence à la société le produisant,,.
Depuis le Super Bowl XXX, le trophée est présenté au propriétaire de la franchise gagnante sur le terrain après le match. Auparavant, il était remis dans les vestiaires de l'équipe gagnante. Dans le cas des deux titres remportés par les Packers, la franchise appartenant à sa communauté, c'est le président-directeur général de la franchise qui a reçu le trophée.
Contrairement à la coupe Stanley et à la coupe Grey, un nouveau Trophée Vince Lombardi est fabriqué chaque année et le vainqueur du Super Bowl en devient le propriétaire de façon définitive, à l'exception du Super Bowl V remporté par les Colts de Baltimore. La ville de Baltimore a conservé le trophée sur base de l'accord juridique passé avec la franchise après sa relocalisation controversée vers Indianapolis le 29 mars 1984. Depuis lors, les Colts ont été remplacés à Baltimore par la franchise des Ravens. Ceux-ci ont pu logiquement conservé le trophée remporté lors du Super Bowl XLVII à l'issue de la saison 2012.

## Apparence
Le trophée en argent sterling mesure 55 cm de haut et pèse 3 kg. Il représente un ballon de football en position de frappe sur un support à trois côtés concaves. 
Les mots « Vince Lombardi Trophy » ainsi que les chiffres romains du Super Bowl de l'année y sont gravés. Le bouclier de la NFL est apposé sur la base.
Après la remise du trophée, il est renvoyé à la société Tiffany & Co. pour que le nom de l'équipe gagnante, la date et le score du match y soient gravés. Il est ensuite renvoyé au siège de la franchise gagnante qui le conserve. Des répliques plus petites sont créées pour chaque membre de l'équipe gagnante.
Une copie du trophée initial est créée chaque année. Ce trophée a une valeur estimée de 25 000 dollars US.
Pour les quatre premières éditions, les logos de la NFL et de l'AFL étaient gravés au centre du trophée. Dès le Super Bowl V, il n'y aura plus que le logo de la NFL qui sera gravé sur l'avant du trophée. À partir du Super Bowl XXXVIII, le bouclier a pris un aspect givré et dès le Super Bowl XLIII, c'est le bouclier légèrement redessiné du logo de la NFL qui y est apposé, toujours avec une apparence givrée. Hormis le logo, le trophée n'a subi aucune modification importante depuis le premier Super Bowl. Bien qu'aucune franchise ne possède les quatre versions du trophée, les Packers de Green Bay, les Patriots de la Nouvelle-Angleterre, les Giants de New York et les Steelers de Pittsburgh ont gagné trois des quatre modèles.

### Le dégât causé par le Gronk
Le 9 avril 2019, Rob Gronkowski, tight-end des Patriots de la Nouvelle-Angleterre qui vient de prendre sa retraite deux semaines auparavant, doit présenter le Trophée Vince Lombardi du Super Bowl LIII à l'occasion du match d'ouverture de la saison des Red Sox de Boston. Il était censé y recevoir le premier lancer effectué par son coéquipier, le wide receiver Julian Edelman. Il utilisera le trophée comme batte lors d'une répétition de lancer ce qui provoquera un enfoncement du métal (empreinte de la balle de baseball),. Une vidéo humoristique réalisée par les Patriots à ce sujet est devenue virale, le joueur des équipes spéciales Matthew Slater, témoin de l'incident, affirmant que si quelqu'un pouvait s'en tirer, cela ne pouvait être que le MVP du Super Bowl (Edelman) et le futur membre du Temple de la Renommée (Gronkowski). Le vice président aux communications de la franchise, déclara que l'organisation pourrait éventuellement réparer le dommage au trophée mais qu'actuellement, ils le conserveraient en l'état afin de pouvoir raconter cette histoire,.

## Les équipes avec le plus de trophées
Le Super Bowl actuellement disputé en début du mois de février (initialement, il se jouait vers la mi-janvier) est le point d'orgue de la saison de football américain laquelle débute généralement au mois de septembre de l'année précédente. 
Par exemple, le Super Bowl 50 a été joué le 7 février 2016 et a couronné le champion de la saison 2015. Les années indiquées ci-après se rapportent à la saison et non à l'année au cours de laquelle eut lieu le Super Bowl.
Les Steelers de Pittsburgh (1974, 1975, 1978, 1979, 2005, 2008) et les Patriots de la Nouvelle-Angleterre (2001, 2003, 2004, 2014, 2016, 2018) ont remporté à six reprises le trophée. 
Les Cowboys de Dallas (1971, 1977, 1992, 1993, 1995) et les 49ers de San Francisco (1981, 1984, 1988, 1989, 1994) en ont remporté cinq (5). 
Les Packers de Green Bay (1966, 1967, 1996, 2010), les Giants de New York (1986, 1990, 2007, 2011) et les Chiefs de Kansas City (1969, 2019, 2022, 2023) ont eux remporté quatre (4). 
Les Raiders d'Oakland (1976, 1980, 1983), les Redskins de Washington (1982, 1987, 1991) et les Broncos de Denver (1997, 1998, 2015) en ont remporté trois (3) chacun.
Aucune franchise n'a gagné le Super Bowl trois années consécutives. Deux équipes l'ont remporté à trois reprises en quatre années, les Cowboys de Dallas (1992, 1993, 1995) et les Patriots de la Nouvelle-Angleterre (2001, 2003, 2004). Une équipe a remporté, par deux fois, deux trophées en trois ans, les Patriots de la Nouvelle-Angleterre (2014, 2016) et (2016, 2018). Les Steelers de Pittsburgh ont remporté quatre trophées en six ans (1974, 1975, 1978, 1979).

## La cérémonie
Depuis le Super Bowl XXX en 1996, le trophée est remis au propriétaire de l'équipe gagnante sur le terrain après le match. Auparavant, il était remis dans le vestiaire de l'équipe gagnante.
Une personnalité du réseau de télévision diffusant le match gère la cérémonie de présentation. Le commissaire de la NFL, le propriétaire, l'entraîneur et le quarterback (ou le MVP du match) de la franchise gagnante sont généralement présents sur le podium et reçoivent le trophée.
À partir du Super Bowl XL, un ancien joueur de la NFL (généralement le MVP d'un précédent Super Bowl) ou une haute personnalité de la ville où se joue le match, transporte le trophée jusqu'au centre du terrain tout en traversant la foule et en frôlant les joueurs de l'équipe gagnante. Joe Namath a rempli ce rôle à trois reprises.
Liste de joueurs ayant porté le trophée jusqu'au podium situé au milieu du terrain : 
- Super Bowl XL  – Bart Starr (MVP des Super Bowl I et Super Bowl II) ;
- Super Bowl XLI – Don Shula (ancien entraîneur principal des Dolphins de Miami) ;
- Super Bowl XLII – Doug Williams (MVP du Super Bowl XXII) ;
- Super Bowl XLIII – Joe Namath (MVP du Super Bowl III) ;
- Super Bowl XLIV – Len Dawson (MVP du Super Bowl IV) ;
- Super Bowl XLV – Roger Staubach (ancien quarterback des Cowboys de Dallas et MVP du Super Bowl VI) ;
- Super Bowl XLVI – Raymond Berry (ancien split end des Colts de Baltimore) ;
- Super Bowl XLVII – Richard Dent (MVP du Super Bowl XX) ;
- Super Bowl XLVIII – Marcus Allen (MVP du Super Bowl XVIII) ;
- Super Bowl XLIX – Kurt Warner (ancien quarterback de Cardinals de l'Arizona et MVP du Super Bowl XXXIV) ;
- Super Bowl 50 – Terrell Davis (MVP du Super Bowl XXXII) qui le transmet à Joe Namath (MVP du Super Bowl III) et qui le cède à Lynn Swann (MVP du Super Bowl X) ;
- Super Bowl LI – Willie McGinest (ancien linebacker des Patriots de la Nouvelle-Angleterre) qui le transmet également à Michael Strahan (ancien defensive end des Giants de New York) ;
- Super Bowl LII – Darrell Green (ancien cornerback des Redskins de Washington et MVP des Super Bowl XXII et Super Bowl XXVI) ;
- Super Bowl LIII – Vince Wilfork (ancien nose tackle des Patriots de la Nouvelle-Angleterre qui le transmet à Emmitt Smith (MVP du Super Bowl XXVIII) qui le retransmet à Joe Namath (MVP du Super Bowl III) ;
- Super Bowl LVIII – Larry Csonka (MVP du Super Bowl VIII) qui le transmet à John Elway (MVP du Super Bowl XXXIII).